# Fotografia post mortem

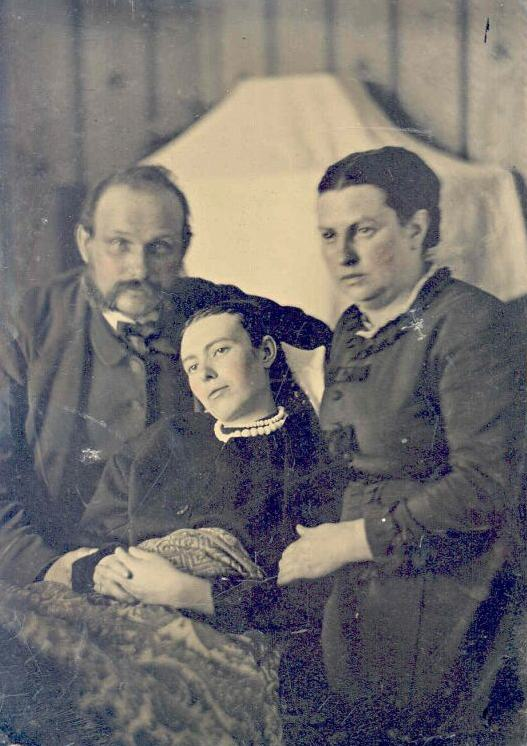
Pares posant amb la seua filla morta, en una fotografia de l'època victoriana.

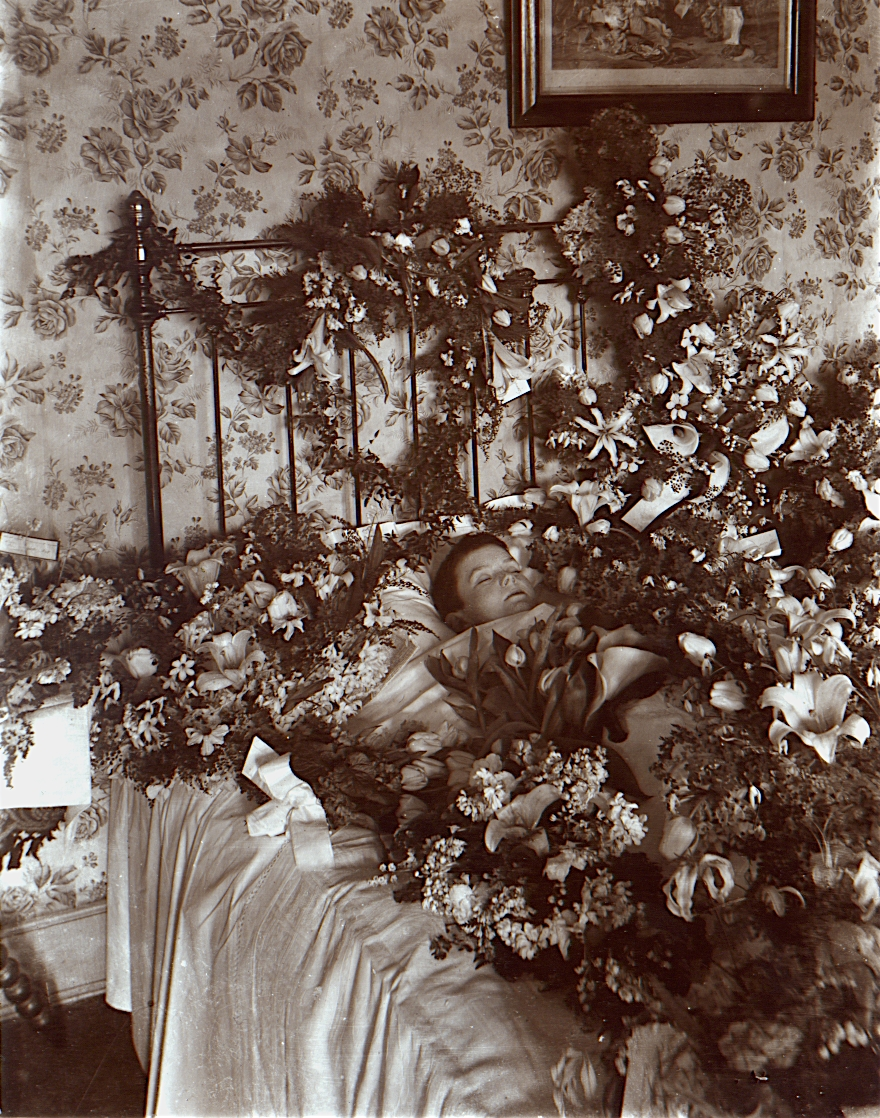
Fotografia del d'un nen mort envoltat de flors

La fotografia de difunts va ser una pràctica molt estesa en el segle xix que, bàsicament, consistia a vestir a un cadàver recent difunt amb les seues robes personals i participar-lo d'un últim retrat grupal, amb els seus companys, familiars, amics, o retratar-lo individualment. El motiu pel qual –aleshores– aquest tipus d'imatges no eren considerades morboses, pot haver-se degut a l'ideal social que es gestara a l'època del Romanticisme. En aquest període es tenia una visió nostàlgica dels temes medievals, i es concebia la mort amb un aire molt més sentimental, alguns la van veure com un privilegi.

## Orígens
La fotografia de difunts és una pràctica que naix quasi alhora que la fotografia (el 19 d'agost de 1839) a París, França, però després s'estén ràpidament cap a altres països.
El fet de fotografiar morts té antecedents pre-fotogràfics al Renaixement, on la tècnica era el retrat per mitjà de la pintura en el dit memento mori: altra tècnica de l'època medieval on es concebia que la fi era inevitable i calia estar preparats.
Els difunts, per altra banda, eren subjectes ideals per al retrat fotogràfic, pels llargs temps d'exposició que requerien les tècniques del segle xix. En la presa de daguerreotip l'exposició continuava sent tan llarga que es construïen suports dissimulats per a sostenir el cap i la resta dels membres de la persona que posava per evitar que aquesta es moguera.
Al segle xix era una pràctica molt comuna, de fet en un extracte d'El Nacional un diari de 1861, es publicava que el fotògraf Francisco Rave i el seu soci José María Aguilar «… Retraten cadàvers a domicili, a preus acomodats…». Aquest tipus de publicacions era la forma que habitualment promocionaven els seus serveis els fotògrafs al segle xix.
El 1848 Tomas Helsby oferia aquest tipus de retrats, igual que Bartola Luigi amb el seu soci Aldanondo Antonio, que el 1856 van instal·lar un estudi especialitzat en retrats post mortem.
El francès Daviette, juntament amb el professor Furnier, oferien a Perú entre els anys 1844-46 els serveis de fotografies de difunts, en la qual recalcaven amb avisos en el diari local la possibilitat d'immortalitzar l'ésser estimat. En aquests avisos ell mateix s'anunciava com «‘artista fotogènic’ nouvingut de París, el qual s'encarregava de retratar els difunts com quadres a l'oli».
En Argentina, el concepte de la fotografia mortuòria va començar a tenir un altre sentit en el moment que aquestes comencen a aparèixer en els mitjans de comunicació massius, ja que en el començament tenia una relació directa i personal: eren demanades pels familiars del difunt, amb la finalitat d'immortalitzar la figura de l'ésser estimat.

## Tècniques

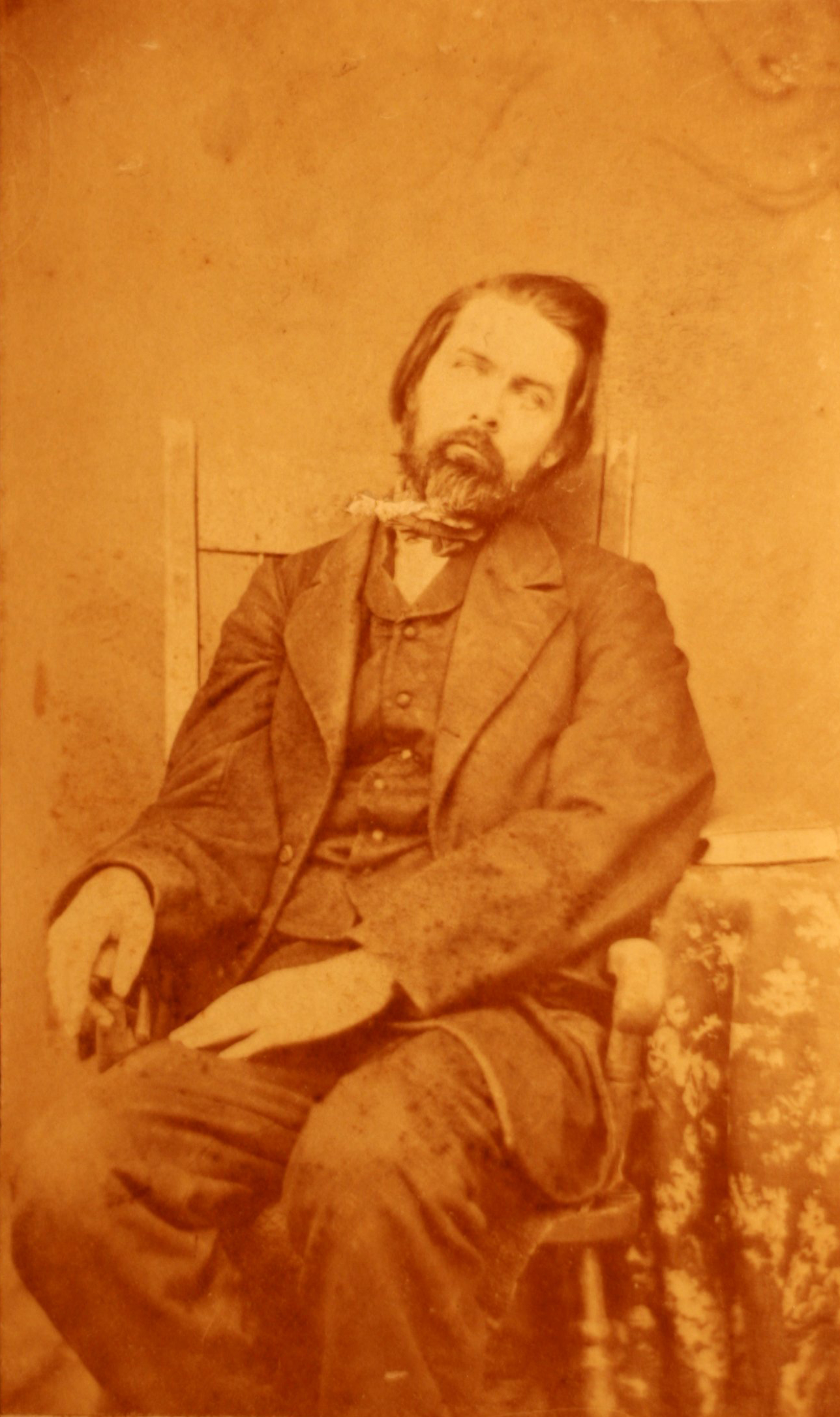
Retrat post mortem d'un home en una cadira, amb una taula i un llibre, col·locat de manera que sembli viu. La fotografia data aproximadament de l'any 1860.

Les fotografies de difunts els mostren "sopant" en la mateixa taula amb les seues familiars vius, o bebès difunts en els seus carros al costat dels seus pares, en la seua falda, o amb els seus joguets; avis morts amb els seus vestits elegants sostinguts pel seu bastó. De vegades, agregaven elements icònics, com per exemple una rosa amb la tija curta donada volta cap avall, per a assenyalar la mort d'una persona jove, rellotges de mà que mostraven l'hora de la mort, etc.
Angelets era la forma que en aquell segle es coneixia a les fotografies post mortem de xiquets, tenint en compte la gran quantitat d'aquestes per l'alta taxa de mortalitat infantil d'aquesta època. Una família comuna sumaven entre 8 i 10 fills, dels quals solien morir la meitat. Tenint en compte eixe context, les fotografies del xiquet mort al costat dels seus pares o germans estaven comprensiblement acceptades.
En la cultura religiosa catòlica d'Amèrica els xiquets que morien sense pecat original per haver estat batejats i sense cap altre pecat en vida, anaven directament al cel per a convertir-se en angelets; en canvi, els que no havien estat batejats eren enterrats amb els ulls oberts perquè pogueren veure la glòria del senyor. El fotògraf mexicà més famós en aquest tipus de fotografia és Juan de Dios Machain, de Guadalajara.
D'altra banda, la fotografia dels morts als mitjans de comunicació passava a tenir una relació indirecta amb el seu receptor, ja que va ser presa per a il·lustrar un succés periodístic ofert en el mercat, per a un lector anònim, el qual no és afectat directament pel fet.
Les fotografies mortuòries més conegudes i importants de l'època en Argentina, van ser la de Domingo Faustino Sarmento i la de Mitre; entre ambdues fotografies podem notar diferència quant a la seua realització i la tècnica. Un exemple clar d'aquesta última, la de Sarmento, va ser presa per un professional d'estudi, amb càmera de placa, una escena premeditada relacionada directament amb la imatge que es volia mostrar del pròcer per a la posteritat. En canvi, la fotografia de Mitre va ser realitzada espontàniament en el seu llit de mort en plena agonia, com per a deixar registrat el moment exacte de la seua mort: va ser registrat amb un sentit més periodístic; la peça és una ampliació molt retocada amb tempera blanca, pròpia de les fotos preparades per a una edició periodística.
És important observar que la imatge fotogràfica és el mitjà més propici per a convertir l'escena privada en un escenari públic.

## En els mitjans de comunicació
Les primeres fotos de difunts en els mitjans de comunicació a l'Argentina van ser publicades en la revista "Caras y Caretas" (primera revista il·lustrada important del país) en la qual aquest tipus de fotos va ser habitual des dels seus començament en 1898, que amb el passar dels anys va ser incrementant la quantitat d'imatges publicades.
Les imatges de tots els cadàvers publicats pertanyen a individus que van ser notícies de caràcter públic pel que van fer en vida, siga bo o dolent. Amb el pas de temps, la fotografia mortuòria va perdre popularitat fins al punt d'arribar a ser repudiada per massa sensacionalista.

## En l'actualitat
Actualment aquesta pràctica ha desaparegut, encara que en certes regions se sol fotografiar als xiquets nounats morts. Si bé no és l'únic gènere fotogràfic que ha patit modificacions substancials en el segle xx (la fotografia d'esdeveniments socials té un abans i un després amb l'aparició del fotoaficionat), la particularitat enfront de la fotografia de difunts és que la sensibilitat contemporània és totalment aliena a les seues motivacions i aquestes fotografies s'han convertit en una pràctica impensable amb un ésser estimat.
Una de les teories que tracten d'explicar aquest fenomen social argumenta es va desenvolupar en una època que la Fotografia no era habitual ni estava popularitzada com en el present, de tal manera que molta gent moria sense haver pogut ser retratada en vida. Per aquest motiu moltes famílies desitjaren fotografiar "post mortem" als seus éssers estimats perquè tot el món sabera que aqueixa persona havia pertangut a aquella família.
Després, al llarg del segle xx aquesta pràctica a poc a poc es va abandonar, gràcies a la democratització de la fotografia; encara que segueix estant present en cerimònies reials i vetles de personatges públics de la societat: artistes, polítics, etc. i, amb una funció diferent: en l'àmbit forense.